# Montereale

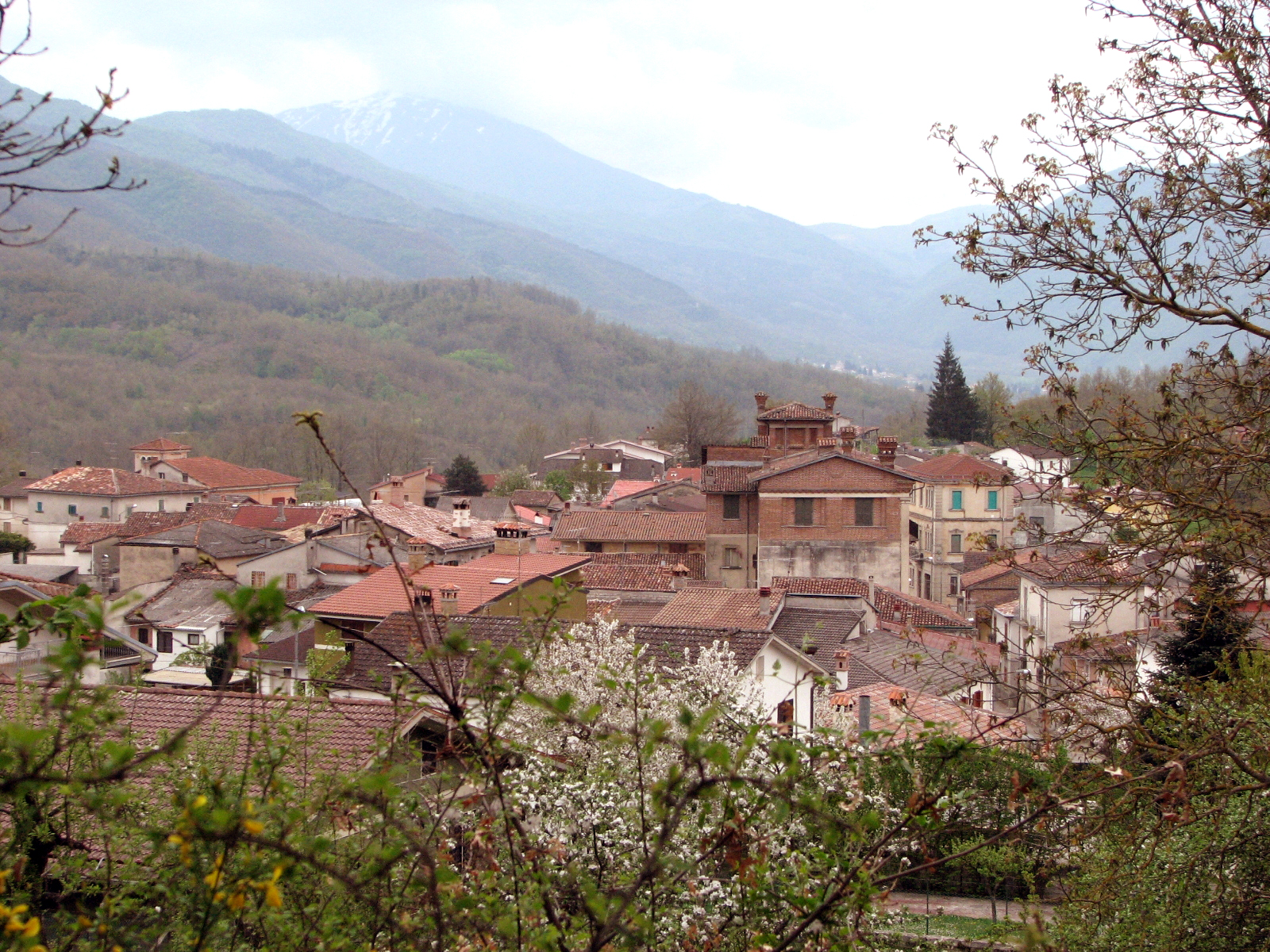
Ortsteil Aringo von Montereale

Montereale ist eine italienische Gemeinde (comune) mit 2195 Einwohnern (Stand 31. Dezember 2023) in der Provinz L’Aquila in den Abruzzen. Die Gemeinde liegt etwa 30 Kilometer nordwestlich von L’Aquila am Aterno und grenzt unmittelbar an die Provinz Rieti. Montereale ist Teil des Nationalparks Gran Sasso und Monti della Laga und gehört zur Comunità Montana Amiternina.

## Geschichte
Die Siedlung Montereale geht zurück auf die Stadtgründung Maronea der Pelasger, die 550 nach Christus zerstört wurde. Durch die Langobarden wurde noch im 6. Jahrhundert eine neue Siedlung errichtet, die im Mittelalter als Monte Regalis bekannt war.
1703 zerstörte ein Erdbeben Montereale und forderte um 800 Opfer. Auch das Erdbeben von 2009 führte zu zahlreichen Schäden in der Gemeinde.

## Verkehr
Durch die Gemeinde führt die Strada Statale 260 Picente von L’Aquila zum Lago di Scandarello bei Amatrice.